# Whist

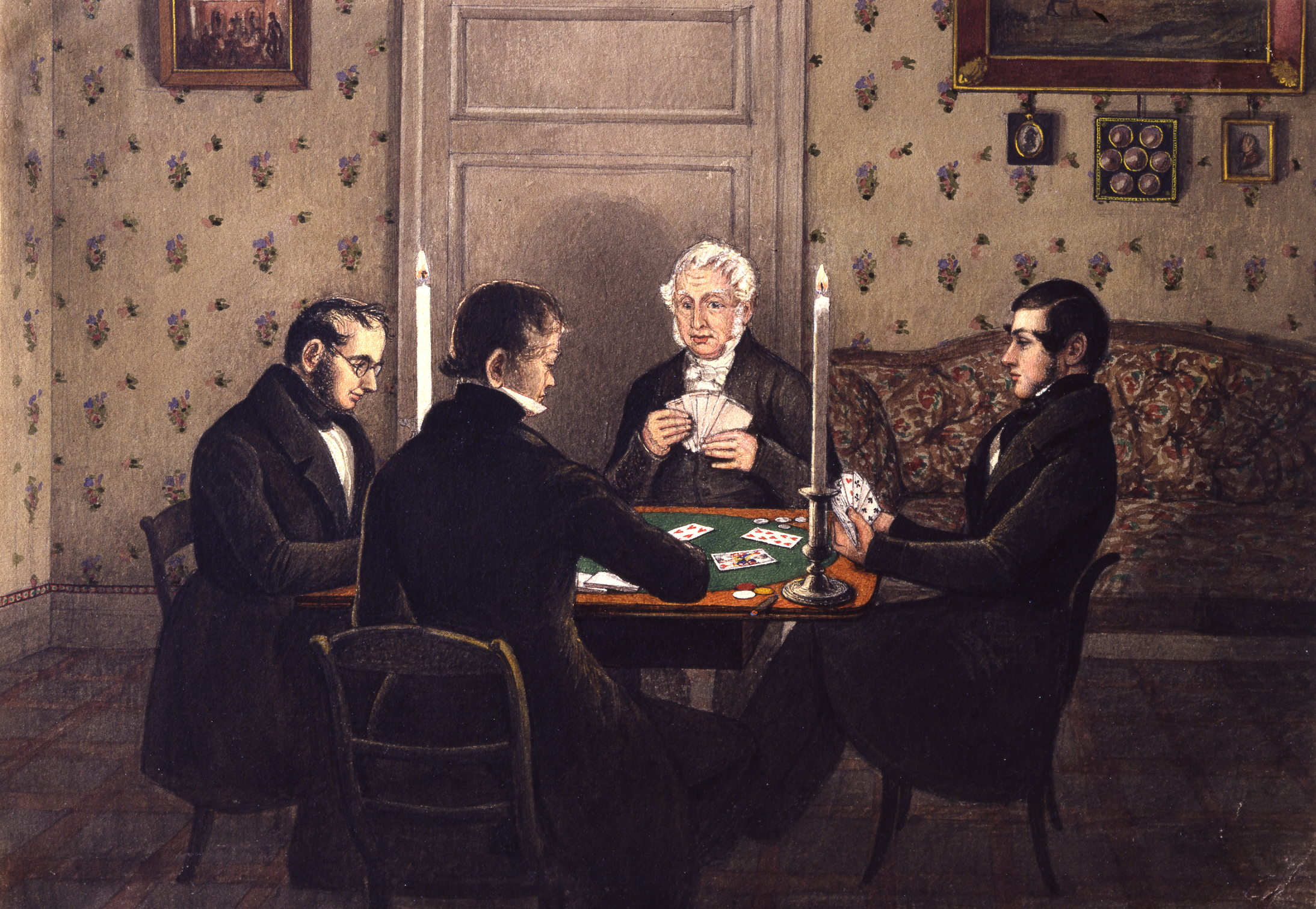
Johann Anton Sarg y tres amigos jugando al whist, acuarela de la década de 1830

El whist es un juego de naipes de origen británico, siendo muy popular en el Reino Unido durante los siglos XVIII y XIX. En la década de 1890 surgió una variante, el bridge whist que luego llamado simplemente bridge lo sustituyó en popularidad en el siglo XX. Se utiliza una baraja francesa, que consta de 52 naipes y se establecen dos parejas adversarias.

## El juego

### Situación de los jugadores y convenciones previas
La primera cuestión que se debe abordar es la situación de los jugadores. Salvo que las parejas estén definidas con anterioridad, para establecerlas, es tradicional extender en abanico la baraja y hacer que cada jugador extraiga un naipe. Las cartas de mayor valor forman una pareja y las de menor valor la otra. En este sorteo, el as es la carta que tiene menor valor y el rey la que lo tiene mayor. Los miembros de una pareja se sitúan uno enfrente del otro.
Dado que es un juego en el que se apuesta, se suele establecer antes de iniciarlo el valor económico que tienen las partidas ganadas, que pueden ser representadas por fichas que la pareja perdedora debe entregar a la ganadora. Una vez terminada la serie de partidas o de robres (mangas, series de partidas ganadas) se calcula la diferencia entre el ganador y el perdedor y se transforman las fichas en el dinero previamente establecido.
Las partidas se juegan a diez puntos, puntos que se marcan con piedras con valor de unidad y de cinco unidades.

### Reparto de las cartas
Reparte las cartas el jugador que extrajo en el sorteo de parejas el naipe de valor más bajo. Debe barajar el mazo y presentarlo al jugador que está situado a su derecha. No se permite cortar menos de tres cartas. El reparto de cartas se realiza empezando por la izquierda, dando las cartas de una en una hasta completar las trece que se entregan a cada jugador. Antes de que el jugador que reparte se quede con su última carta deberá volverla para marcar el palo o color que servirá de triunfo. Dicha carta quedará a la vista de todos los jugadores hasta casi el final del primer turno, momento en el que al jugador que repartió le toque jugar y en el que recuperará dicha carta para su juego. A partir de ese momento no se podrá informar a ningún jugador del valor que tenía dicha carta, aunque sí del palo o color que era. Tampoco se podrá hacer ya ninguna observación acerca del reparto de cartas. En caso de que haya error en el reparto el mazo de cartas pasa al equipo contrario.

### Desarrollo del juego y puntos
Cada jugador ordena sus cartas por palo y por valor. El valor de las cartas es el siguiente: as, rey, dama, valet, diez... hasta llegar al dos, que es la carta de menor valor. El jugador "mano" (el que obtuvo en el sorteo la carta de mayor valor, y que está situado a la derecha del que repartió, que a su vez había obtenido la de menor valor), echa una carta sobre la mesa; los demás jugadores echan a su vez una carta y la más fuerte se lleva la baza. El ganador de la baza pasa a ser el primero en jugar la siguiente carta. Se continua del mismo modo hasta llegar a la decimotercera baza. 
Es obligatorio servir, es decir que hay que poner carta del palo solicitado por el primer jugador en poner carta sobre la mesa siempre que ello sea posible. Sin embargo, no es obligatorio superar el valor de la carta anteriormente jugada aunque se disponga de ella. Si se renuncia, es decir, si no se dispone del palo jugado por el primero no es obligatorio cortar con una carta de triunfo. En su lugar se puede entregar una carta cualquiera. 
Una vez terminada la partida, hay que contar los puntos de los dos equipos. Hay dos tipos de puntos, lo que se deben a las bazas y los que se deben a los honores.  
Cada equipo debe conseguir seis bazas. Por cada baza que se realice por encima de seis el equipo se anotará un punto. Estas bazas suplementarias son conocidas a veces por su nombre inglés de tricks. El equipo que hace todas las bazas consigue un "gran slam" y si se queda con doce un "pequeño slam".

### Variantes
La variante más conocida del whist es el juego de tres, también llamado con muerto. Las únicas diferencias que se pueden encontrar con respecto al whist normal son que las cartas del cuarto jugador (el "muerto") se descubre sobre la mesa y que los jugadores sortean el orden para jugar con el muerto como pareja y que no se cuentan los honores.